# Haematopus chathamensis
Haematopus chathamensis là một loài chim trong họ Haematopodidae.
Đây là một loài chim lội đặc hữu của quần đảo Chatham, New Zealand. Loài này được IUCN đánh giá là có nguy cơ tuyệt chủng, và có số lượng hiện tại từ 310 đến 325 con (điều tra số lượng năm 2004). Mối đe dọa chính là từ những kẻ săn mồi du nhập.

## Mô tả
Haematopus chathamensis có bộ lông màu đen và trắng đặc biệt và mỏ dài, dày màu đỏ cam. Đầu, cổ, ức, lưng, cánh và đuôi màu đen. Phần dưới có màu trắng với sự phân chia không rõ ràng trên ức. Tròng mắt màu vàng và mắt có các vòng tròn màu cam. Các chân ngắn, dày có màu hồng. Con trưởng thành dài khoảng 48 cm.